# Beğendik (Demirköy)
Beğendik (griechisch Άγιος Στέφανος, früher Ayastefanos), bis 1913 von thrakischen Bulgaren bewohnt, dann von umgesiedelten Balkantürken, ist ein Dorf am Rande des Yıldız Dağları im Landkreis Demirköy der Provinz Kırklareli, Türkei.  Es liegt nahe der Schwarzmeerküste und der türkisch-bulgarischen Grenze.
Dem Autor Jens Mühling zufolge, der den Ort auf seiner Reise um das Schwarze Meer besuchte, ist es ein „windiges Küstendorf […] aus hundert Häusern, einer Moschee und einem Teehaus. In den Straßen sah ich mehr streunende Hunde als Menschen.“